# Ferme de la Montagne
La ferme de la Montagne est une ferme située à Ressons-le-Long, en France.

## Description
Du chemin de Vivières, vous découvrirez le logis de la Petite Cense se présentant sous un aspect majestueux et très architectural. La crête est tournée vers la large vallée de l’Aisne et les abords de la ferme envisagés sous certains angles sont impressionnants. On croirait voir un hameau aux divers éléments étagés sur des terrasses.
Ces éléments font désormais corps avec la ferme, mais il n’en fut pas toujours ainsi.

## Localisation
La ferme est située sur la commune de Ressons-le-Long, dans le département de l'Aisne.

## Historique
Au XVIIIe siècle, ils composaient cinq fermes d'une importance inégale.
L’abbaye Notre-Dame posséda de tout temps la seigneurie principale de Ressons.
La mention la plus ancienne en est faite dans le diplôme de Charles le Chauve en 858. Les deux autres fermes, la « Grande Cense » et la « Petite Cense, étaient séparées, comme on peut encore le remarquer sur place, chacune fermée, et entre elles passait le chemin d’Ambleny
au Châtelet.
La Grande Cense ou « Grande Maison » est bâtie sur le rocher. C’est elle qui possédait dans sa clôture la grange et le colombier.
La Petite Cense ou la « Deuxième Ferme » comprenait le très beau bâtiment d’habitation mais n’a plus de bâtiments d’exploitation anciens.
Gailliard a raison de croire qu’elle était à l’origine le Château des Seigneurs, ou plus exactement celui des avoués de l’abbaye Notre-
Dame, seigneurs consorts.
Les bâtiments luxueux du XIVe siècle s’expliquent ainsi ; l’abbé Pécheur déclare qu’ils renfermaient une chapelle, et plus tard, quand l’abbaye aura recouvré son entière seigneurie et vicomte, elle fera des bâtiments désertés par les avoués, une seconde exploitation agricole.
Au-dessous de celle-ci, en bas de la Montagne, on trouve les fontaines dites de la Grue en dépendant.
On découvre aussi la carrière Saint-Georges servant de grange à avoine.
Au XVIIIe siècle le propriétaire était Monsieur de Bonardi qui louait les deux fermes. Elles appartiennent ensuite aux de Bonnechose puis aux de Luze. En 1803 de Bonardi obtint de la commune l ’autorisation des détourner le chemin de la Croix-Blanche ce qui lui permet
de réunir les deux fermes.
Depuis 1900, les deux fermes, aujourd’hui de nouveaux séparées, appartiennent à la famille Ferté.
Le monument est inscrit au titre des monuments historiques en 1997.